# Ancienville
Ancienville – miejscowość i gmina we Francji, w regionie Hauts-de-France, w departamencie Aisne.
Według danych na rok 1990 gminę zamieszkiwały 34 osoby, a gęstość zaludnienia wynosiła 9 osób/km². W styczniu 2014 roku Ancienville zamieszkiwało 78 osób, przy gęstości zaludnienia 20,6 osób/km².